# Hemerobiella
Hemerobiella is een geslacht van insecten uit de familie van de bruine gaasvliegen (Hemerobiidae), die tot de orde netvleugeligen (Neuroptera) behoort.

## Soorten
Deze lijst is mogelijk niet compleet.
- H. oswaldi Monserrat, 1998
- H. sinuata Kimmins, 1940